# Exosfera

Capas de la atmósfera.

La exosfera o exósfera es la capa de la atmósfera de un planeta o satélite en la que los gases poco a poco se dispersan hasta que la composición es similar a la del espacio exterior. Es la capa menos densa y su ubicación varía en cada astro: en el caso de la Tierra comienza a los 690 kilómetros del suelo y en el de la Luna se encuentra a nivel del suelo.

## Exosfera terrestre
Su límite inferior se localiza a una altitud generalmente de 650  km, aproximadamente. Su límite con el espacio llega en promedio a los 10 000 km por lo que la exosfera está contenida en la magnetosfera (el campo magnético de la tierra) (500-60 000 km). 

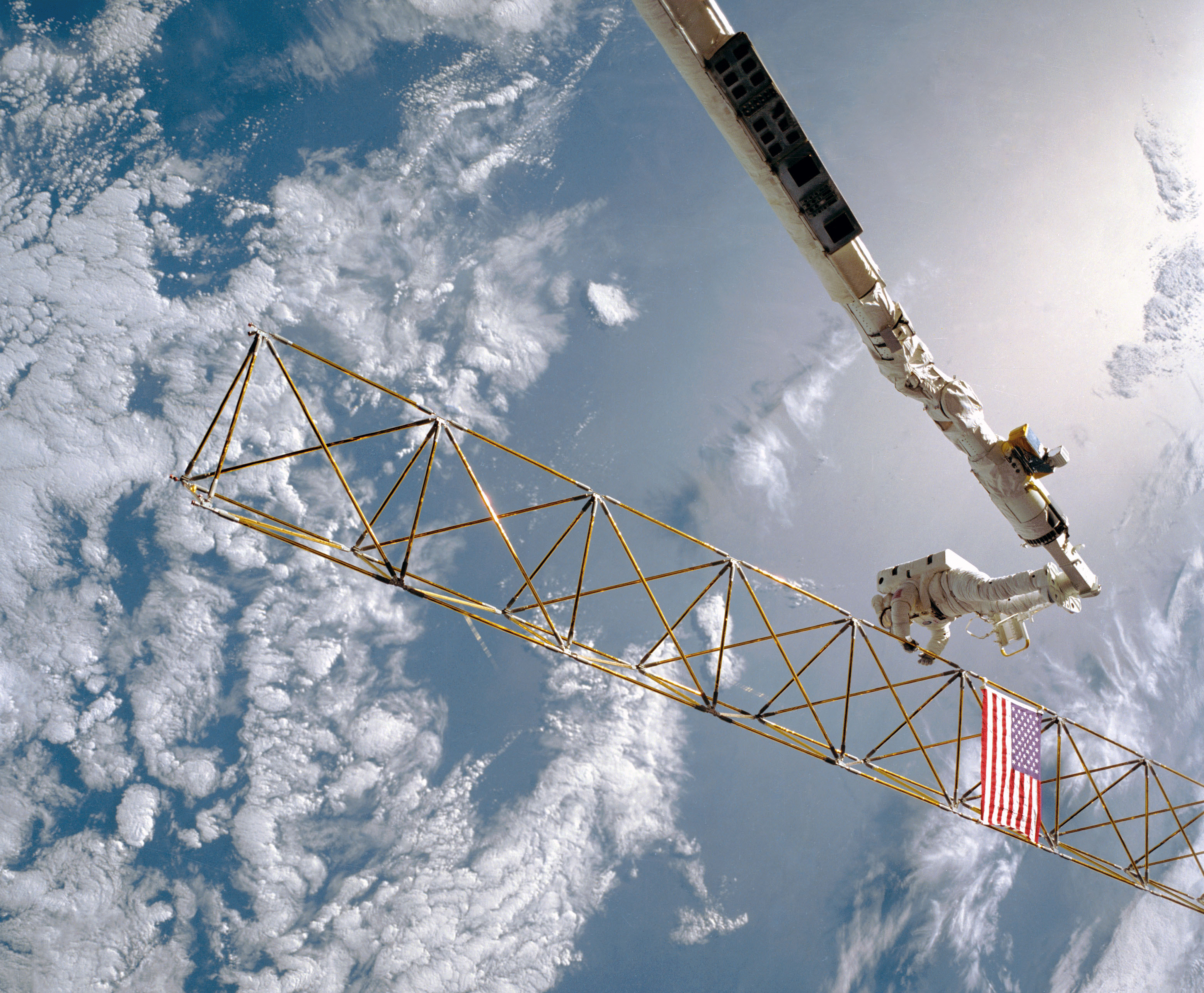
Astronauta realizando trabajos en el espacio.

Los gases que forman la exosfera son sobre todo hidrógeno, helio y, en menor proporción, oxígeno.
Contiene mucho polvo cósmico que cae en la Tierra y que hace aumentar su peso en cerca de 20.000 toneladas.
En esa región, hay un alto contenido de polvo cósmico que cae sobre la Tierra. Es la zona de tránsito entre la atmósfera terrestre y el espacio interplanetario y en ella se pueden encontrar satélites artificiales meteorológicos de órbita polar.
En la exosfera, el concepto popular de temperatura desaparece, ya que la densidad del aire es casi despreciable; además contiene un flujo de partículas llamado plasma (provocado por la acción del campo magnético terrestre sobre el viento solar incidente), que es el que desde el exterior se le ve como los Cinturones de Van Allen.
Es el único lugar de la atmósfera de la Tierra donde los gases pueden escapar ya que la influencia de la fuerza de la gravedad no es tan grande.
Está constituida por materia plasmática. En ella la ionización de las moléculas determina que la atracción del campo magnético terrestre sea mayor que la del gravitatorio (de ahí que también se la denomina magnetosfera).
Por lo tanto, las moléculas de los gases más ligeros poseen una velocidad media que les permite escapar hacia el espacio interplanetario sin que la fuerza gravitatoria de la Tierra sea suficiente para retenerlas.
Los gases que así se difunden en el vacío representan una pequeñísima parte de la atmósfera terrestre.
En esta capa se forman las  estrellas fugaces.